# كارولين عزمي
كارولين عزمي (17 أبريل 1996-) هي ممثلة مصرية شابة تخرجت من قسم التمثيل والإخراج في المعهد العالي للفنون المسرحية كانت اولي انطلاقتها مسلسل الأب الروحي (ج1) 2017 بدور سلمي العطار، وأيضاً بفيلم الديزل 2018.

## مسلسلات
- ورا كل باب ج 2 2021
- قوت القلوب 2 2020
- ونحب تاني ليه 2020–هدير
- الحرامي 2020 - فريدة
- عمر ودياب 2020 مايا
- قيد عائلي 2019 - نادية فضل الخولي [2]
- حدوتة مُرة 2019 - جميلة [3]
- الشارع اللي ورانا 2018 - إنجي
- فوق السحاب 2018 - نادية [4]
- سرايا حمدين 2018 - مني
- أبو العروسة (ج2) 2018 - هاجر
- الأب الروحي (ج2) 2018 - سلمي العطار
- الحلال 2018 - ليلي
- رمضان كريم 2017 - مريم
- أبو العروسة 2017 - هاجر
- الأب الروحي (ج1) 2017 - سلمي العطار
- ملف سري 2022 -جوري
- الاختيار 3 2022 - غادة
- حق عرب 2024 - أنغام جلال السويركي
- فهد البطل 2025 - راوية

## أفلام
- 2022: مهمة مش مهمة

## وصلات خارجية
- كارولين عزمي على موقع IMDb (الإنجليزية)
- كارولين عزمي على موقع الدهليز
- كارولين عزمي على موقع قاعدة بيانات الأفلام العربية